# Pogonatum iwatsukii
Pogonatum iwatsukii là một loài Rêu trong họ Polytrichaceae. Loài này được Touw miêu tả khoa học đầu tiên năm 1986.